# Klbael
Der Klbael (auch: a Kluaiel, Garubaeru-San, Saddle Mount) ist ein 99 m hoher Hügel auf der Insel Babeldaob im Pazifik.

## Geographie
Der Hügel liegt im Westen der Insel, nördlich des Ortes Ngereklmadel.